# Peter Klashorst

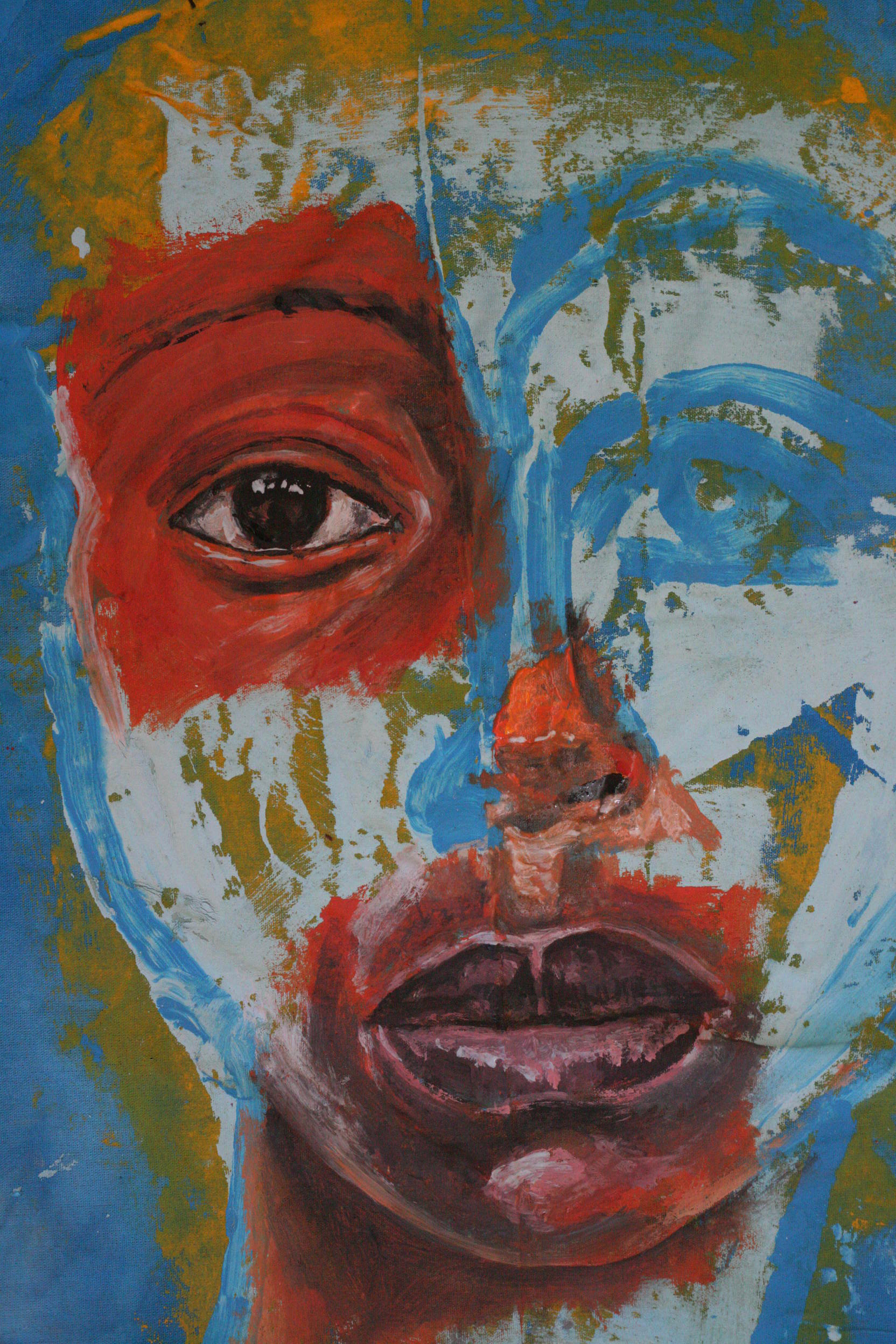
Obra de Peter Klashorst

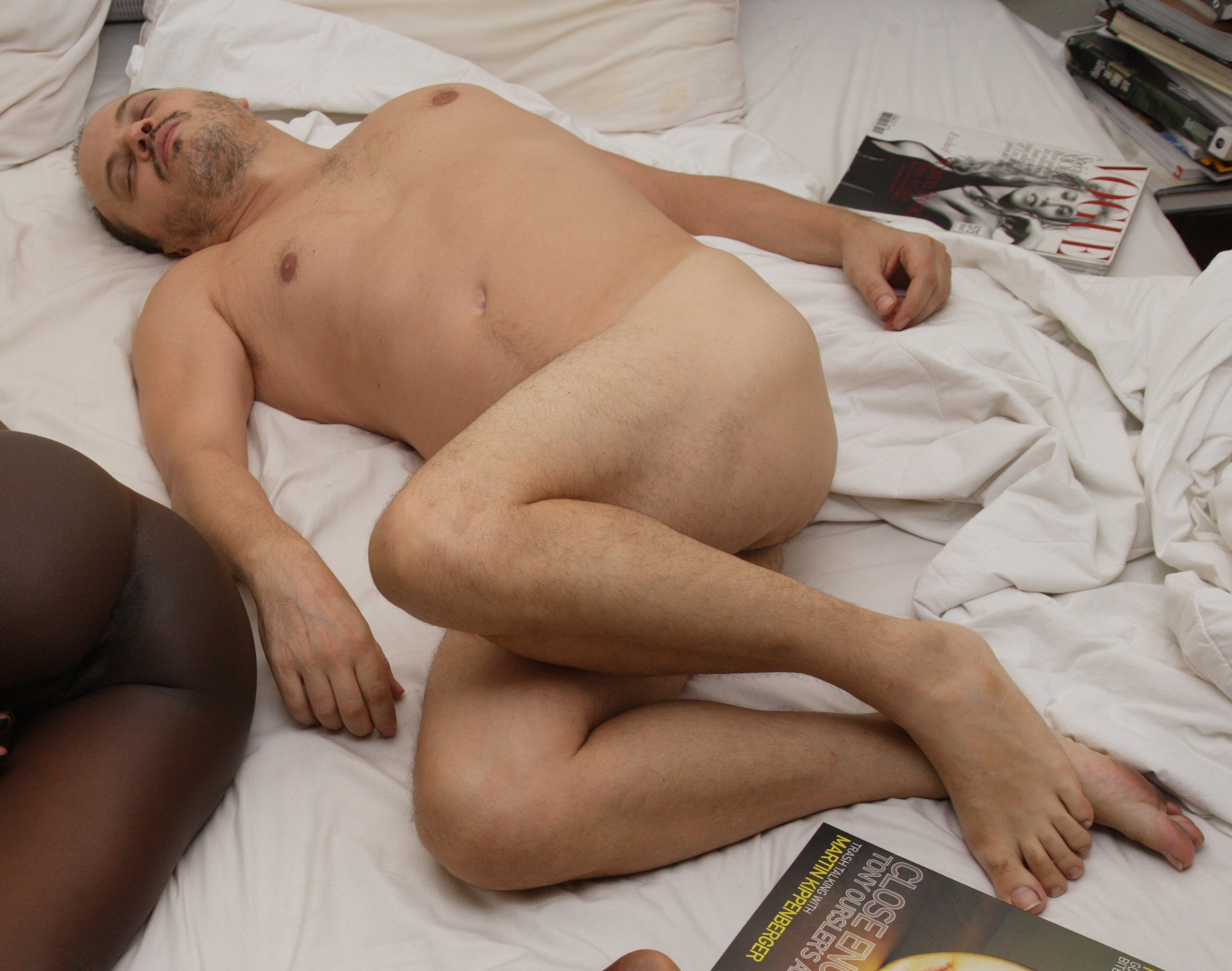
Peter Klashorst

Peter Klashorst (Santpoort, 11 de febrero de 1957-Ámsterdam, 11 de septiembre de 2024) fue un pintor, escultor y fotógrafo neerlandés.

## Biografía
Klashorst asombra al mundo artístico de forma periódica con su estilo, pero llegó a los titulares de los periódicos holandeses por su estilo de vida "libertino". Pintó y fotografió a varias mujeres jóvenes en África (con las cuales ya ha tenido tres hijos). En el año 2000, en Senegal, país predominantemente musulmán, esto le llevó a acabar bajo custodia de la policía. Fue acusado de solicitar servicios de prostitución, incitación al libertinaje y la producción de imágenes obscenas, porque había pintado a varias mujeres locales desnudas. Sobornando a funcionarios, logró comprar su libertad y escapó a Gambia. Pasó mucho tiempo en Nairobi, Mombasa (Kenia) y Bangkok (Tailandia).
La mayoría de sus fotografías y pinturas se parecen a las de Paul Gauguin y a menudo hacen un comentario social a través de la forma de representar a la gente.
En 2005 se publicó Rey Klashorst, una biografía autorizada, escrita por Robert Vuijsje. También se publicó otra biografía más extensa sobre su arte, ideas y vida en el 25 aniversario de Peter Klashorst como pintor en 2007. También se montó una exhibición con sus pinturas, fotografías, dibujos y objetos.

## Premios
- 1982 Premio Johan en Titia Buning-Brongers
- 1983 Premio real por dibujo libre (Holanda)